# Zaragozai Szent Vince
Szent Vince (3. század, Huesca – 304, Valencia) a korai keresztény idők azon szentjei közé tartozik, akik történeti valósága kétségtelen, de életükről és halálukról alig maradt fenn megbízható híradás.

## Élete
A Szent Vince diakónus kínszenvedése (Passio S. Vincentii levitae) szerint Vince az Ibériai-félszigeten, Huescában született. Szülei valószínűleg nemesek voltak, ami a középkorban jelentősen előmozdította tiszteletét. Neve latin eredetű: a „Vincentinus” jelentése Győzedelmes. A szent és a profán tudományokra szent Valér, Zaragoza püspöke oktatta.
Diakónussá szentelése után Vince látta el mindazon tennivalókat, amelyekre püspöke öregsége és hiányos beszédkészsége következtében már nem volt alkalmas. Amikor Diocletianus császár elrendelte az utolsó nagy keresztényüldözést (303-ban), Valencia helytartója azzal akart tekintélyt szerezni magának, hogy a parancs végrehajtását a püspökön és diakónusán kezdte: bilincsbe verve Zaragozából Valenciába vezették őket, és válogatott módokon kínozni kezdték őket.

## Halála
Az ősz püspök hamarosan kiszenvedett, Vince szenvedéseit azonban a helytartó igyekezett elnyújtani. A temetést is megtagadta tőle: a holttestet kidobták a szántóföldre, kutyák és madarak martalékául. A legenda szerint ekkor Isten egy nagy hollót küldött, és az megvédte a tetemet, amit ezért zsákba varrtak, és azt kövekkel súlyosbítva a tengerbe vetették. A tenger hullámai azonban újra meg újra a partra sodorták a szentet, míg csak egy keresztény meg nem találta, és illően el nem temette. Csontjait Valenciában őrzik.

## Kultusza
Vincét főleg a római katolikusok tisztelik. A Római Birodalomban nem volt olyan egyháztartomány, amely ünnepét meg ne ülte volna. Hippói Szent Ágoston több prédikációt is mondott tiszteletére, minden martirológium megemlíti, és Rómában három templom is viseli a nevét.
Tisztelete főleg Franciaországban terjedt el, amihez különösen hozzájárulhatott tunikája vagy stólája, amit sokáig Franciaországban őriztek. Tunikája révén lett Vince a takácsok védőszentje, amit a chartres-i takács céh 13. századi dokumentumai is mutatnak.
Elsősorban ünnepének dátuma következtében lett népszerű, mint időmeghatározó szent; ebbéli minőségében különösen a szőlősgazdák tisztelik. Máig sok nyelven használatos a mondás: „Ha megcsordul a Vince, tele lesz a pince”. Ebben valószínűleg szerepet játszott nevének népies etimológiája: Vin-Cent annyi, mint százszoros bor. Franciaországon kívül a keresztény bortermelők Elzászban, Dél-Németországban és Ausztriában is tisztelik. Párizsi borkereskedő társulások még a barokk időkben is verettek olyan pénzt, amelyen egyéb szentekkel együtt Vince is látható.
Jól ismert védőszent, egyebek közt:
- Portugália, azon belül
  - Lisszabon,
  - São Vicente (Madeira)
- a cserepezők,
- a téglaégetők,
- a takácsok és
- a kávéval foglalkozók védőszentje is.
- Különösen is kérik a segítségét az elveszett tárgyak megtalálásához, valamint
- a belső bajok
- a nyelv betegségei, a beszédkészség zavarai ellen.
- a vigneroni szőlőhegyek,
- a francia vincellérek,
- a német vincellérek,
- a párizsi borkereskedők

Közép-európai kultusza a 11. században idekerült ereklyéi révén Boroszlóból sugárzott szét. Alakja feltűnt már a koronázási paláston (1031); Kopasz nádor a váradi székesegyházban oltárt emelt tiszteletére. Manapság főleg pincészeteket és borrendeket neveznek el róla.
Napja január 22, mikor is a szőlőtermelő vidékeken hagyományosan a gazdák megáldják ültetvényeiket, majd pedig megkezdik a metszést. A hagyomány a Drávaszögből indult. 